# باول ليفي
باول ليفي (بالألمانية: Paul Levi)‏ هو محامي وسياسي ألماني، ولد في 11 مارس 1883 في هشينغن في ألمانيا، وتوفي في 9 فبراير 1930 في برلين في ألمانيا بسبب سقوط. حزبياً، نشط في الحزب الديمقراطي الاجتماعي الألماني والحزب الشيوعي في ألمانيا والحزب الديمقراطي الاجتماعي الألماني المستقل ‏. وقد انتخب عضو مجلس النواب الألماني للجمهورية فايمار.